# Auda de França
Aude, Aida, Alda, Aldana , ou Adalne (732 - depois de 755) é filha de Carlos Martel , e talvez de Rotruda de Tréverisa e a mãe de São Guilherme de Gellone.

## Casamento e filhos
Ela é casada com Teodorico I, conde de Autun citado em 742 e 750, filho de Teodorico, conde, e descendente de Bertrada de Prüm. Deste casamento nasceram:
- Teodoeno de Antun († após 826), conde de Autun, citado em 804[1]
- Teodorico, citado em 782[2][3] e 804[1].
- Adalelmo[2] · [1].
- Guilherme [2] · [3], conde de Toulouse e fundador, em 804, da Abadia de Saint-Guilhem-le-Desert. Muito mais tarde (por volta do século XIIe), este último vai ser renomeada Guilherme de Orange, num dos grandes ciclos épicos da Idade Média.

- Aba e Berta, citados como freiras em 804. Uma delas foi provavelmente casada com um nibelúngida, Quildebrando II ou Nibelungo II[4].